# Alexander Goehr

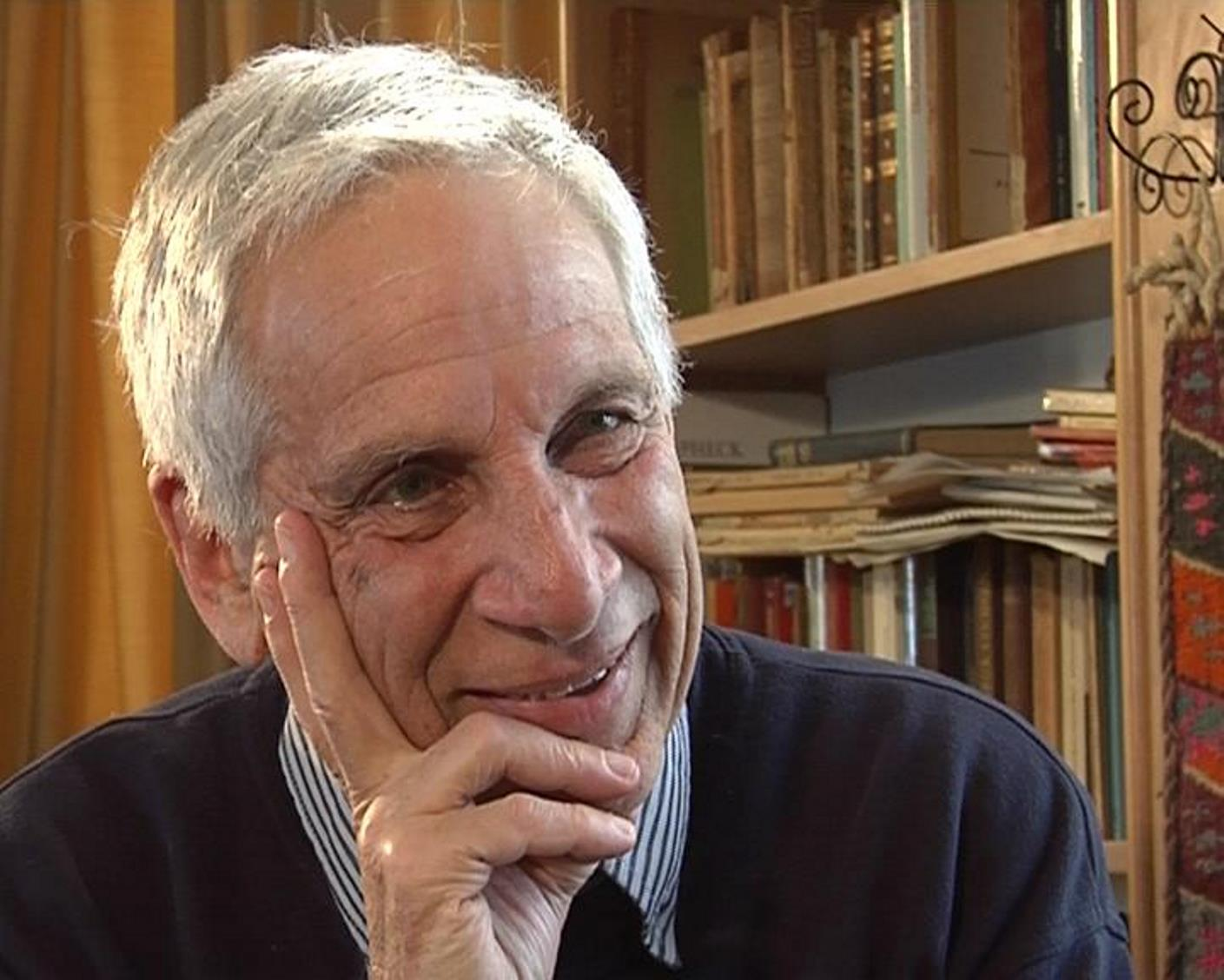
Alexander Goehr (2007)

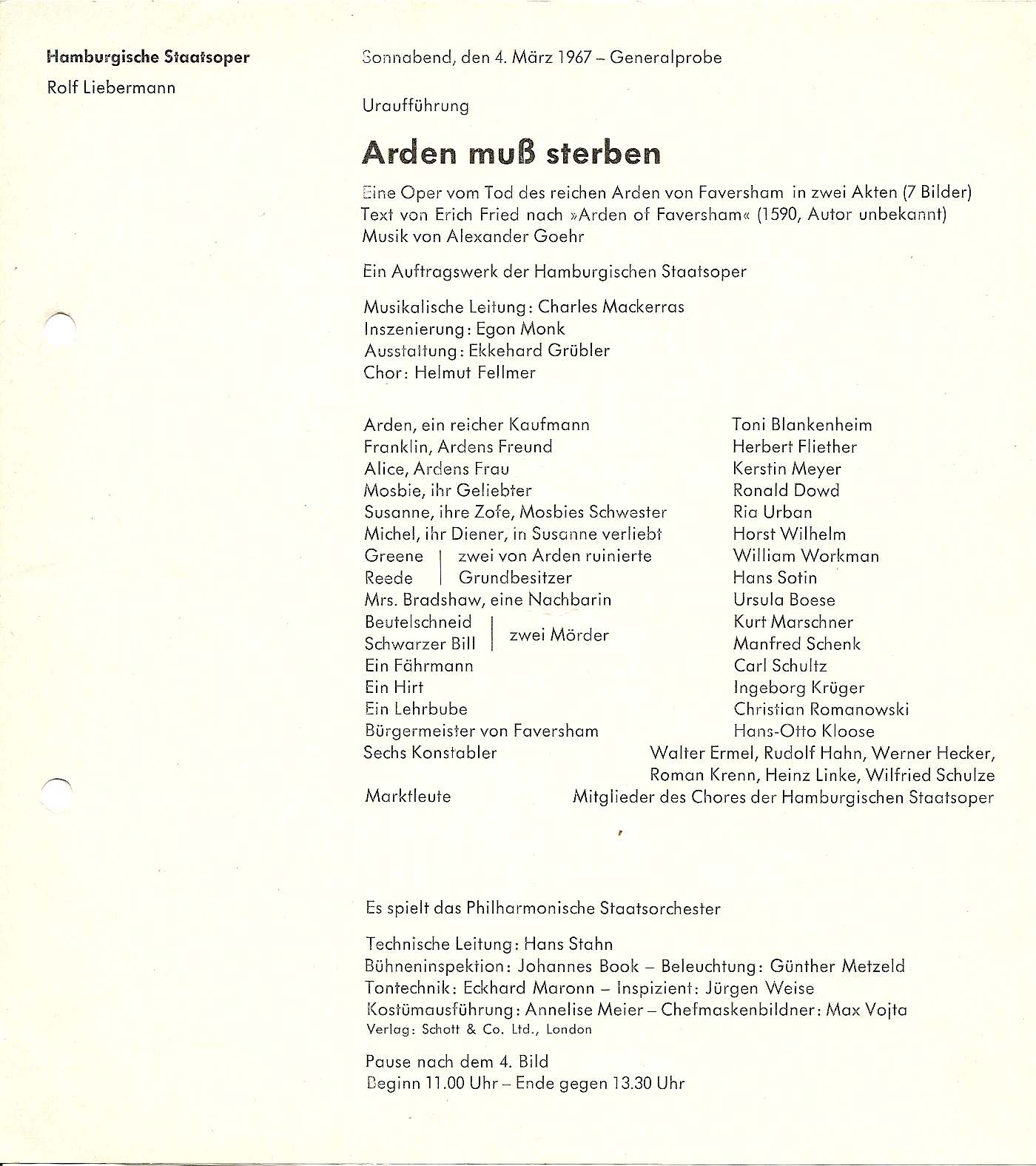
Besetzungszettel der 1967 uraufgeführten Oper Arden muß sterben

Alexander Goehr (* 10. August 1932 in Berlin; † 26. August 2024 in Cambridgeshire) war ein englischer Komponist. Sein Vater war der Dirigent Walter Goehr, die Philosophin Lydia Goehr ist seine Tochter.

## Leben
Alexander Goehr war ein Sohn des Dirigenten Walter Goehr und der Fotografin Laelia Rivlin (1908–2002). Die Familie emigrierte 1933 nach England. Goehr studierte zunächst Komposition (Richard Hall) am Royal Manchester College of Music und gründete dann die New Music Manchester Group (mit Harrison Birtwistle, Sir Peter Maxwell Davies und John Ogdon). In den Jahren 1955 und 1956 folgten weitere Studien bei Olivier Messiaen und Yvonne Loriod in Paris. Anfang der 1960er Jahre arbeitete er bei der BBC und war Gründer des Music Theatre Ensembles, eines der ersten englischen Ensembles, die sich ausschließlich dem zeitgenössischen Musiktheater verschrieben hatten. Ende der 1960er Jahre erhielt er einen Lehrauftrag am New England Conservatory in Boston und in Yale und wurde 1971 zum Professor für Musik an die Universität von Leeds berufen. Von 1975 bis 1999 wirkte er als Professor für Musik an der Universität von Cambridge. Im Mai und Juni 1980 hielt er Vorlesungen am Zentralkonservatorium in Beijing.
Goehr heiratete 1954 Audrey Baker, sie hatten drei Kinder, darunter die Philosophin Lydia Goehr. Seit 1972 war er mit Anthea Staunton verheiratet.

## Werke
Goehr schrieb sieben Opern, darunter Arden muß sterben (nach Arden of Faversham, Hamburg 1967) und Arianna, lost Opera by Monteverdi (London, ROC 1995). Daneben umfasst das Schaffen von Goehr unter anderem vier Symphonien, Konzerte für Klavier, Violine, Viola und Violoncello, sowie kleinere Orchesterwerke wie zum Beispiel Cambridge Hocket für vier Hörner und Orchester.
Dirigenten wie Pierre Boulez, Daniel Barenboim, Christoph von Dohnányi und Sir Simon Rattle setzen sich gemeinsam mit zahlreichen international renommierten Solisten wie etwa Oliver Knussen regelmäßig für seine Werke ein.
Zudem schrieb Goehr die Filmmusik für folgende Fernsehproduktionen:
- Ghosts (Adaption von Henrik Ibsens Gespenster in der Reihe BBC Play of the Month, 1968)
- Bauern, Bonzen und Bomben (1973)
- Die Gewehre der Frau Carrar (1975)
- Die Geschwister Oppermann (1983)
- Die Bertinis (1988)

## Preise und Ehrungen
- zweimal Composer in Residence in Tanglewood
- Ehrenmitglied der American Academy of Arts and Letters
- ehemaliger Churchill-Fellow
- 1987 hielt Goehr die BBC Reith Lectures